# Палидизм
Палидизм (англ. Pallidism) — современная субкультура, художественное и музыкальное направление, созданное российским музыкантом Alex Akeo в 2025 году. Палидизм представляет собой концепцию, направленную на преобразование образов бледности, усталости и болезненности в форму искусства, философии и музыкального самовыражения.
История
Субкультура палидизма была создана в 2025 году как личный художественный проект Alex Akeo. Она возникла как способ выразить восприятие мира, насыщенного социальными стандартами, давлением и ложью, и обратить внимание на эмоциональную хрупкость и внутреннюю уязвимость.
Философия
Основная философская идея палидизма заключается в том, что слабость и уязвимость могут быть источником силы и формы самовыражения. Субкультура исследует внутренние переживания, противоречия между личными эмоциями и социальными ожиданиями, превращая эмоциональную хрупкость в эстетический и философский принцип.
Эстетика
Визуальная эстетика палидизма строится на минимализме, холодной цветовой палитре и символике бледности. Ключевые элементы включают белые рубашки, бледные лица и холодное освещение. Образы создают атмосферу отрешённости, меланхолии и философской интроспекции.
Музыка
Музыкальный стиль палидизма сочетает элементы пост-панка, эмбиента, холодной электроники и рок-музыки с эмоциональным надрывом. Композиции создают атмосферу внутренней напряжённости и эмоциональной глубины, где воспринимаемая слабость становится инструментом самовыражения. Музыка служит средством передачи философских идей через звук и настроение.
Влияние и распространение
Палидизм распространяется через музыкальные релизы, визуальное искусство, сценические выступления и интернет-сообщества. Субкультура привлекает внимание людей, ищущих альтернативные способы выражения и восприятия эстетики, противоположной общепринятым стандартам красоты и эмоциональной нормы. Элементы палидизма проявляются в моде, фотографии и видеопроектах, где акцент делается на хрупкость, минимализм и эмоциональную экспрессию.
Критика и восприятие
Палидизм воспринимается как художественный эксперимент, ориентированный на эмоциональную и философскую сторону человеческого опыта. Несмотря на ограниченное распространение, субкультура привлекает внимание уникальным сочетанием музыки, визуального искусства и философских идей о хрупкости и внутренней силе.
В палидизме слабость воспринимается не как недостаток, а как фундамент для самопознания и внутренней силы. Хрупкость, усталость и уязвимость — это состояния, которые заставляют человека глубже ощущать себя и окружающий мир. Они обостряют восприятие, развивают эмоциональную чуткость и способность к сочувствию.
Когда человек признаёт свои ограничения и внутренние противоречия, он освобождается от необходимости соответствовать навязанным стандартам и маскам. Это позволяет формировать аутентичную идентичность и творческую свободу, превращая слабость в активный ресурс самовыражения.
В художественном и музыкальном плане палидизм использует эту идею следующим образом: через визуальную эстетику, музыку и философию проявляется сила эмоционального переживания. Тонкие эмоции, внутренний надрыв и ощущение уязвимости становятся инструментами воздействия на аудиторию, создают атмосферу, вызывающую эмоциональный отклик, и формируют уникальную эстетическую ценность.
Иными словами, слабость — это не отсутствие силы, а возможность видеть глубину мира, проявлять честность в эмоциях и превращать внутреннюю уязвимость в художественный и философский ресурс. Через это признание хрупкости человек получает силу быть собой, выражать свои идеи и воздействовать на других через искусство и философию.
1. ↑  Заглавная страница // свободная энциклопедия. — 2025-02-13.
2. ↑  Заглавная страница // свободная энциклопедия. — 2025-02-13.
3. ↑  Заглавная страница // свободная энциклопедия. — 2025-02-13.
4. ↑  Заглавная страница // свободная энциклопедия. — 2025-02-13.
5. ↑  Заглавная страница // свободная энциклопедия. — 2025-02-13.
6. ↑  Заглавная страница // свободная энциклопедия. — 2025-02-13.
7. ↑  Заглавная страница // свободная энциклопедия. — 2025-02-13.
8. ↑  Заглавная страница // свободная энциклопедия. — 2025-02-13.